# 大旅籠柏屋
大旅籠柏屋（おおはたごかしばや）は静岡県藤枝市岡部町の旧東海道岡部宿にある江戸時代の旅籠（宿）。建物は国の登録有形文化財に登録されているほか、「主屋歴史資料館」として歴史博物館にもなっている。

## 概要
岡部宿は品川宿から数えて21番目に位置する東海道の宿場町で、道中屈指の難所である宇津ノ谷峠を静岡市（丸子宿）側から越えると最初に到達する宿である。本宿（岡部）と加宿（内谷）からなり、江戸時代後期の1843年（天保14年）の記録では、戸数487軒、人口2322人を数え、2軒の本陣を中心に商家や宿屋が立ち並び栄えていたという。
柏屋はその中でも規模が大きく「大旅籠」と呼ばれた。家主の山内家は旅籠と質屋を経営するほか問屋や年寄などの宿役人も務める名家であった。主屋は火事により2度焼失しているが、現在の建物は1835年（天保6年）の再建費用の古記録から、1836年（天保7年）ごろの再建と考えられている。1998年（平成10年）に登録有形文化財に登録。
柏屋の南側にあった内野家は、大名を宿泊させた本陣であり「岡部宿内野本陣史跡広場」（藤枝市指定史跡・岡部宿本陣址）として柏屋と共に史跡公園になっている。

## 主屋歴史資料館

### 1階
「本座敷」や台所のほか「仏間（山内家の生活空間）」、「展示室」などがある。「奥の間」では江戸時代の旅人の衣装を着るコーナーがある。また、入り口である「みせの間」には、到着したばかりの様子の弥次郎兵衛と喜多八の人形がある。

### 2階
客間として使用された空間で、「一の間」には夕食をとる弥次郎兵衛と喜多八がいる。

## 営業情報

### アクセス
- 東名高速道路焼津インターチェンジから車で約15分
- 新東名高速道路藤枝岡部インターチェンジから車で約10分
- 東海道線藤枝駅から静鉄バス「中部国道線」乗車約30分、「岡部宿柏屋前」下車
- 東海道線静岡駅から静鉄バス「中部国道線」乗車約40分、「岡部宿柏屋前」下車
- 駐車場：あり（普通車30台・バス2台）

### 料金・開館時間
- 大人：300円（20人以上の団体240円）
- 道の駅玉露の里との共通券：700円
- 中学生以下：無料
- 開館：9時～17時
- 休館：月曜日・年末年始[6]

## 日本遺産
2020年（令和2年）6月19日、大旅籠柏屋は、岡部宿およびその周辺の文化財群である「坂下地蔵堂」「蘿径記碑（らけいきひ）」「十石坂観音堂」「岡部宿本陣址」「東海道松並木（内谷地区）」と共に文化庁の文化財保護制度「日本遺産」のストーリー『日本初「旅ブーム」を起こした弥次さん喜多さん、駿州の旅～滑稽本と浮世絵が描く東海道旅のガイドブック（道中記）～』の構成文化財の1つに認定された。